# Vladimir Kirillovich da Rússia
Vladimir Kirillovich da Rússia (em russo: Влад́имир Кир́иллович Ром́анов), (30 de agosto de 1917 – 21 de abril de 1992) foi o pretendente à Chefe da Casa Imperial da Rússia e ao extinto trono russo de 1938 até à sua morte.

## Primeiros anos
Nascido príncipe Vladimir Kirillovich da Rússia, em Porvoo no grão-ducado da Finlândia, foi o único filho do grão-duque Kiril Vladimirovich e da grã-duquesa Vitória Feodorovna (nascida princesa Vitória Melita de Saxe-Coburgo-Gota). Os seus avós paternos eram o grão-duque Vladimir Alexandrovich e a grã-duquesa Maria Pavlovna (nascida duquesa Maria de Mecklenburg-Schwerin). Os seus avós maternos eram o duque Alfredo de Saxe-Coburgo-Gota e a grã-duquesa Maria Alexandrovna da Rússia.
A família de Vladimir tinha fugido para a Finlândia depois da Revolução Russa de 1917 de onde sairiam apenas em 1920, quando se mudaram para Coburgo, na Alemanha. A 8 de agosto de 1922, o pai de Vladimir auto-declarou-se curador do trono russo. Dois anos depois, a 31 de agosto de 1924, o seu pai deu um passo mais longe e assumiu o título de "Czar e Autocrata de Todas as Rússias. Com a assumpção do título imperial, Vladimir passou a ser czarevich e grão-duque com o estilo de "Alteza Imperial". Em 1930, a sua família deixou a Alemanha para viver em Saint-Briac, na França onde o seu pai montou a corte. 
Nos anos 1930, Vladimir viveu por algum tempo em Inglaterra enquanto estudava na Universidade de Londres e trabalhava na fabrica de equipamento agrícola Blackstone em Lincolnshire. Mais tarde regressou à França, mudando-se para a Bretanha onde se tornou senhorio. 

## Segunda Guerra Mundial
Com a morte do pai a 12 de outubro de 1938, Vladimir assumiu a liderança da família imperial russa. Em 1938, houve sugestões de que ele fosse feito regente da Ucrânia, mas ele recusou a ideia, afirmando que nunca ajudaria à dissolução da Rússia.
Durante a Segunda Guerra Mundial, Vladimir viveu em Saint-Briac-sur-Mer. Em 1942 tanto ele como a sua comitiva foram colocados num campo de concentração em Compiègne depois de Vladimir se ter recusado a escrever um manifesto onde incentivasse os refugiados russos a apoiar os nazis contra a União Soviética. 
Em 1944, o exército alemão mudou a família para o continente, receando uma invasão costeira. Os alemães estavam a levá-los para Paris quando surgiu uma ordem para mudar para Wittel. No entanto até Wittel provou ser pouco segura, por isso eles foram mudados para a Alemanha. Vladimir viveu num castelo pertencente ao marido da sua irmã mais velha Maria Kirillovna, em Amorbach, Baviera até 1945. Após a derrota da Alemanha, Vladimir decidiu não continuar a viver na Alemanha, temendo vir a ser capturado pelos soviéticos. O czar pretendente mudou-se depois para a Áustria, perto da fronteira com o Liechtenstein. Depois tentou mudar-se com o exército do general Smyslovsky para atravessar a fronteira, mas nem o Liechtenstein nem a Suíça lhe permitiram visto para entrar, por isso ele permaneceu na Áustria, vivendo numa zona ocupada pelos Estados Unidos.
A tia materna de Vladimir, a infanta Beatriz de Saxe-Coburgo-Gota, conseguiu finalmente um visto espanhol. Subsequentemente viveu em San Lucar.

## Vida depois da guerra e casamento
Depois da guerra, Vladimir passou a viver a maior parte do tempo em Madrid, mas com visitas frequentes à sua propriedade na  Bretanha, bem como em Paris.
Vladimir casou-se com a princesa Leonida Georgievna Bagration-Moukhransky a 13 de agosto de 1948 em Lausanne. As leis paulinas que regiam a família imperial ditavam que apenas os filhos resultantes de “casamentos igualitários”, ou seja, entre um Romanov e uma princesa vinda de uma casa real do mesmo estatuto dos Romanov, podiam ser incluídos na linha de sucessão. Filhos de casamentos morganáticos estão excluídos da sucessão. Apesar de a dinastia de Leonida, os Bagrationi, ter sido reinante na Geórgia desde a idade média, os seus representantes não tinham um trono desde 1505, altura em que tinham passado a ser simplesmente nobreza russa desde então. Alguma controvérsia ergue-se desde então sobre a questão de o casamento de Vladimir ser ou não igualitário, e, por isso, se os seus direitos a pretendente do trono russo passaram realmente para a sua única filha, Maria, ou então para outro ramo da família após a sua morte. A posição que tanto Vladimir como Maria tomaram foi a de que o casamento era igualitário e por isso os direitos são naturalmente de Maria. O estatuto real da Casa de Begration foi reconhecido permanentemente pela Rússia no Tratado de Georgievsk de 1783 e foi confirmado por um decreto de 1946 redigido por Vladimir.
Os chefes de outros ramos da família imperial, o príncipe Vsevolod Ioannovich (Constantinovich), Roman Petrovich (Nikolaevich) e Andrei Alexandrovich (Mikhailovich) escreveram a Vladimir em 1969 para o informar de que ele se tinha casado de forma desigual e que a sua esposa não tinha origens mais nobres do que outras esposas de príncipes Romanov.
Em 1952, ele apelou às potências ocidentais para entrarem numa guerra contra a União Soviética. A 23 de dezembro de 1969 Vladimir escreveu um decreto controverso onde, na eventualidade da sua morte, tornaria a sua única filha Maria "curadora do trono imperial". Isto foi visto como uma tentativa por parte de Vladimir para se certificar que o trono permaneceria no seu ramo da família, mas os outros ramos sempre consideraram a acção ilegal.
Vladimir conseguiu visitar a Rússia pela primeira e única vez em novembro de 1991 quando foi convidado do presidente da câmara de São Petersburgo, Anatoly Sobchak.